# Campos de Carvalho
Walter Campos de Carvalho (Uberaba, 1º de novembro de 1916 – São Paulo, 10 de abril de 1998) foi um escritor brasileiro. Notabilizou-se sobretudo por sua ficção, que envolve cinco romances, uma novela, um conto, dezenas de crônicas e dezenas de poemas. Sua obra ficcional já foi associada ao "surrealismo", ao "nonsense", ao "absurdo", ao "insólito", ao "misticismo", ao "gnosticismo" e ao "estranho". Ao qualificar a ficção carvalhiana de estranha, Miguel Conde viu afinidades entre ela e a de três outros ficcionistas brasileiros: Murilo Rubião, José J. Veiga e Victor Giudice. Arthur Ferreira constatou afinidades entre a ficção carvalhiana e a de Louis-Ferdinand Céline e Mariana Brito, ao associá-la ao absurdo, constatou afinidades entre ela e a de Qorpo Santo e Zé Limeira. 

## Infância e educação
Filho do comerciante Jonas Carvalho e de Floriscena Cunha Campos Carvalho, foi o caçula de seis irmãos. Aos 16 anos, contrariando a família católica, declarou-se ateu. Em 1938 formou-se em direito na Faculdade de Direito do Largo de São Francisco, tendo se aposentado como procurador do estado de São Paulo, onde permaneceu até a aposentadoria, aos 53 anos.
Na faculdade, aproximou-se do movimento anarquista. Em meados da década de 1930, colaborou nos jornais A Plebe e Lavoura e Commercio. No início dos anos 1950, mudou-se a trabalho, junto da esposa Lygia Rosa de Carvalho, para o Rio de Janeiro, retornando a São Paulo somente no final dos anos 1980.

## Carreira
Sua vida sempre esteve ligada à literatura, tendo publicado inicialmente Banda forra (ensaios humorísticos), em 1941, e Tribo (romance), em 1954. Mais tarde, publicou os romances A Lua vem da Ásia (1956), Vaca de Nariz Sutil (1961), A Chuva Imóvel (1963) e O Púcaro Búlgaro (1964), hoje considerados verdadeiros marcos da literatura brasileira. Foram traduzidos para o francês A lua vem da Ásia (La lune vient d'Asie, tradução de Allice Raillard), Vaca de nariz sutil (La Vache au nez subtil) e A Chuva Imóvel (La pluie immobile, tradução de Alice Raillard). Em 1965, a Civilização Brasileira publicou, em uma antologia temática, o Espantalho habitado de pássaros.
Campos de Carvalho, como ficou conhecido no meio literário, também colaborou com O Pasquim e trabalhou no jornal O Estado de S. Paulo, no período de 1968 a 1978. Em O Pasquim, publicou várias dezenas de crônicas.
Em entrevistas, o escritor adotava sempre uma postura clown.
“Nasci clown e morrerei clown, embora a vida toda tenha sido um mero funcionário público. (Todos os funcionários públicos são meros, quando deveriam ser melros). Sou eternamente grato a um crítico que certa vez me chamou de clown (nem a minha própria mãe me chamou assim) — como sou grato aos que me chamaram de palhaço com segundas intenções ou mesmo com terceiras.  Antes de morrer ainda hei de armar o meu pavilhão auricular, isto é, dourado, em todas as praças do mundo e dele partir como um bólido rumo a todas as constelações, pregando a hilaridade e a língua de fora à boa maneira de Einstein e dos enforcados: ASSIM!” — Cf. “Os Anais do Campos de Carvalho”. In: O Pasquim
“Há quem me tome por louco e eu mesmo já me tomei. Mas basta uma visita ao hospício para me convencer — desgraçadamente — do contrário. É como se fosse um lobo vestido com a pele de um cordeiro: expulsam-me só pelo faro. O título do livro que estou escrevendo no momento é exatamente Maquinação da Máquina, Especulação de Espelho. Assim como a 4ª Sinfonia de Charles Ivens exige a presença de três maestros para ser bem interpretada, assim também penso que esse meu novo livro, para ser bem compreendido, deva ser lido simultaneamente por três leitores”. Revista O Cruzeiro, 30 de outubro de 1969

## Obras do autor
- Banda Forra, ensaios humorísticos (1941)
- Tribo, romance (1954)
- A Lua Vem da Ásia, romance (1956)
- "Os trilhos", conto (1960), publicado na revista Senhor.
- Vaca de Nariz Sutil, romance (1961)
- A Chuva Imóvel, romance (1963)
- O Púcaro Búlgaro, romance (1964)

## Outras obras
As principais obras de Campos de Carvalho permaneceram na obscuridade durante décadas, virando raridades. Em 1995 (31 anos depois do seu último livro) a Editora José Olympio republicou os quatro títulos prediletos de Campos de Carvalho em um único volume. Mais recentemente foi lançado o livro Cartas de Viagens e Outras Crônicas.
- Obra Reunida (1995)
- Cartas de Viagens e Outras Crônicas (2006)

Em 2005, o estudo de crítica literária Quem Tem Medo de Campos de Carvalho, de Juva Batella, foi lançado pela editora 7letras. Em 2012,  Augusto Guimaraens Cavalcanti publicou o romance Fui à Bulgária procurar por Campos de Carvalho (7letras), inspirado em O púcaro búlgaro, de Campos de Carvalho.
- Juva Batella, Quem Tem Medo de Campos de Carvalho (2005)
- Augusto Guimaraens Cavalcanti, Fui à Bulgária Procurar por Campos de Carvalho, ficção (2012)

## Adaptações para o teatro
As obras de Campos de Carvalho foram adaptadas para o teatro pelo menos três vezes:
- Aderbal Freire Filho adaptou O Púcaro Búlgaro para o teatro em 2006.
- O grupo de teatro Parlapatões adaptou Vaca de Nariz Sutil em 2008.
- Moacir Chaves adaptou cenicamente o livro A Lua Vem da Ásia em 2011.